# کارادلا
کارادلا (به لاتین: Karadla) یک منطقهٔ مسکونی در روسیه است که در داغستان واقع شده‌است.